# Apple Bay
Apple Bay är Irenes debutalbum, utgivet 1 oktober 2006 på Labrador.

## Låtlista
1. "Simple Chords (Intro)"
2. "Stardust"
3. "To Be with You"
4. "Little Things (That Tear Us Apart)"
5. "Waterfront"
6. "Only You"
7. "Accidentally Yours"
8. "Cold Feet"
9. "Into the Sun"
10. "Baby I Love Your Way"
11. "Summer's Gone"
12. "The Game"

## Mottagande
Albumet snittar på 3,3/5 på Kritiker.se, baserat på sex recensioner.

### Fotnoter
1. ↑  ”Apple Bay”. Discogs.com. http://www.discogs.com/Irene-Apple-Bay/release/2198385. Läst 21 februari 2012.
2. ↑  ”Apple Bay”. Kritiker.se. Arkiverad från originalet den 4 december 2018. https://web.archive.org/web/20181204195206/https://kritiker.se/skivor/irene/apple-bay/. Läst 21 februari 2012.